# Col du Feu
Der Col du Feu ist ein 1117 Meter hoher Gebirgspass in den französischen Alpen. Er befindet sich in der Region Auvergne-Rhône-Alpes im Département Haute-Savoie und verbindet über die D36 die Gemeinden Orcier im Norden mit Lullin im Süden.

## Streckenführung
Die Nordauffahrt beginnt in Orcier und führt über 6,1 Kilometer mit einer durchschnittlichen Steigung von 7,7 %. Bei Jouvernaisinaz wird nach rund zwei Kilometern die maximale Steigung von über 12 % erreicht. Im Anschluss geht es über Fillient und Les Favrats auf die Passhöhe, wobei die Straße stetig mit rund 8 % bergauf führt. Die deutlich kürzere Südauffahrt beginnt in Lullin und weist auf einer Länge von 2,9 Kilometern eine durchschnittliche Steigung von 9,3 % auf.

## Tour de France
Die Tour de France überquerte im Jahr 2023 erstmals den Col du Feu. Im Rahmen der 14. Etappe wurde auf der Passhöhe eine Bergwertung der 1. Kategorie abgenommen, die der Italiener Giulio Ciccone als Erster erreichte.
| Jahr | Etappe     | Bergwertung  | Fahrer         | Auffahrt      |
| ---- | ---------- | ------------ | -------------- | ------------- |
| 2023 | 14. Etappe | 1. Kategorie | Giulio Ciccone | Nord (Orcier) |